# New Year (opera)
New Year è un'opera in tre atti del compositore Michael Tippett, che ha scritto anche il libretto. Fu eseguita per la prima volta dalla Houston Grand Opera il 27 ottobre 1989, in una produzione di Peter Hall.
Tippett ha notato che la "metafora primaria" dell'opera è la danza. Il coreografo della produzione originale era il noto ballerino americano Bill T. Jones.

## Storia dell'esecuzione
La prima produzione britannica fu a Glyndebourne, e successivamente la Glyndebourne Touring Opera presentò una versione adattata della produzione di Peter Hall. Come con le altre opere di Tippett, il testo e la musica comprendono una gamma ampiamente eclettica di riferimenti culturali.

## Ruoli
| Ruolo                            | Registro vocale              | Cast della prima cast, 27 ottobre 1989 (Direttore: John DeMain) |
| -------------------------------- | ---------------------------- | --------------------------------------------------------------- |
| Jo Ann, una pediatra tirocinante | soprano lirico               | Helen Field                                                     |
| Donny, il suo giovane fratello   | baritono leggero             | Krister St. Hill                                                |
| Nan, la loro madre adottiva      | mezzosoprano drammatico      | Jane Shaulis                                                    |
| Merlin, il mago del computer     | baritono drammatico          | James Maddalena                                                 |
| Pelegrin, il pilota spaziale     | tenore lirico                | Peter Kazaras                                                   |
| Regan, il loro capo              | soprano drammatico           | Richetta Manager                                                |
| Il presentatore                  | cantante maschio microfonato | John Schiappa                                                   |

## Trama
La storia dell'opera si muove tra due mondi, quello di "da qualche parte e oggi" e "da nessuna parte e domani".

### Atto 1
Jo Ann è una psicologa infantile che vuole lavorare con le giovani vittime del conflitto urbano in corso a "Terror Town" fuori dal suo domicilio. Tuttavia è così spaventata da Terror Town che non si avventura fuori dall'appartamento. Suo fratello adottivo rasta, Donny, si comporta da delinquente abitualmente nei suoi confronti e della loro madre adottiva comune, Nan. Dal nulla emerge un'astronave che trasporta Merlin, un "mago del computer", e il pilota Pelegrin, sotto la guida di Regan. Questi sono viaggiatori nel tempo provenienti dal futuro e la nave fa un collegamento con l'appartamento di Jo Ann.

### Atto 2
È tutto incentrato sulla festa di Capodanno. Uno sciamano, in trance, induce la folla di festaioli a prendere a pugni Donny come parte della celebrazione. La nave spaziale arriva e Merlin afferma la sua autorità sulle attività. Jo Ann e Pelegrin si incontrano, ma vengono separati quando l'astronave lascia la scena. Jo Ann salva Donny dalla folla che lo percuote e l'atto si conclude al suono della canzone tradizionale "Auld Lang Syne".

### Atto 3
Pelegrin regala a Jo Ann una rosa simbolica, come pegno del loro amore. Lei perde la rosa, ma lui la recupera. Jo Ann è finalmente guarita dalle sue paure e può uscire di nuovo nel mondo fuori da casa sua. Il presentatore riassume il messaggio finale come: "Una umanità, una giustizia".